# Antonia Truppo
Antonia Truppo (Napoli, 14 febbraio 1977) è un'attrice italiana, due volte vincitrice del David di Donatello per la migliore attrice non protagonista: nel 2016 per Lo chiamavano Jeeg Robot e nel 2017 per Indivisibili.

## Biografia
Napoletana classe 1977, cresciuta a Secondigliano, Antonia Truppo si diploma nel 1998 all'Accademia d'arte drammatica del Teatro Bellini di Napoli. Le prime esperienze teatrali (1996-1997) sono con il regista Tato Russo, all'epoca direttore del Teatro Bellini. Da attrice professionista viene scritturata da Carlo Croccolo per Il malato immaginario e per Miseria e nobiltà. Contemporaneamente a Roma conosce Fausto Paravidino e Filippo Dini, fondatori della compagnia Gloriababbi Teatro, partecipando alle loro produzioni. Si fa conoscere per le sue interpretazioni sul palcoscenico a fianco di Carlo Cecchi, conosciuto sul set di Luna rossa, soprattutto grazie agli adattamenti di Sei personaggi in cerca d'autore di Pirandello, nel ruolo della Figliastra che le vale il Premio E.T.I. Gli Olimpici del Teatro e del Tartufo di Molière.
Il suo esordio nel cinema risale al 2001, quando interpreta Orsola nel film Luna rossa di Antonio Capuano, seguito subito dopo da La volpe a tre zampe di Sandro Dionisio. Deve però attendere quattro anni per la notorietà. Merito del ruolo in La squadra, la serie televisiva poliziesca in onda su Rai 3, in cui veste i panni dell'agente Paola Criscuolo.
Nel 2016 vince il David di Donatello per la migliore attrice non protagonista per la sua interpretazione della camorrista Nunzia in Lo chiamavano Jeeg Robot di Gabriele Mainetti. Nel 2017 vince un altro David di Donatello per la migliore attrice non protagonista per il ruolo di Titti nel film Indivisibili di Edoardo De Angelis. Nel 2019 è la protagonista del film di Marco Pollini Pop Black Posta.
Nel 2020 interpreta Terry nel film Ultras diretto da Francesco Lettieri.

## Teatro
- Masaniello, testo e regia di Tato Russo (1996)
- Viva Diego, testo e regia di Tato Russo (1997)
- Il malato immaginario, di Molière, regia di Carlo Croccolo (1998)
- Gabriele, di Fausto Paravidino e Giampiero Rappa, regia di Giampiero Rappa (1999)
- Miseria e nobiltà, di Eduardo Scarpetta, regia di Carlo Croccolo (1999)
- Due fratelli, di Fausto Paravidino, regia di Filippo Dini (2000)
- Le nozze, di Anton Čechov, regia di Carlo Cecchi (2000)
- Trinciapollo, testo e regia regia di Fausto Paravidino (2000)
- Leonce e Lena, di Georg Büchner, regia di Carlo Cecchi (2001)
- Genova 01, di Fausto Paravidino, regia di Filippo Dini (2002)
- Zenit, di Giampiero Rappa e Barbara Petrini, regia di Giampiero Rappa (2003)
- Sei personaggi in cerca d'autore, di Luigi Pirandello, regia di Carlo Cecchi (2003)
- Tartufo, di Molière, regia di Carlo Cecchi (2007)
- La serata a Colono, di Elsa Morante, regia e scene di Mario Martone (2013)
- Uomo e galantuomo, di Eduardo De Filippo, regia di Alessandro D'Alatri, Borgio Verezzi (2013)
- La dodicesima notte, di William Shakespeare, regia di Carlo Cecchi, Estate Teatrale Veronese (2014)

## Filmografia

### Cinema
- Luna rossa, regia di Antonio Capuano (2001)
- La volpe a tre zampe, regia di Sandro Dionisio (2001)
- I cinghiali di Portici, regia di Diego Olivares (2003)
- Lo spazio bianco, regia di Francesca Comencini (2009)
- La doppia ora, regia di Giuseppe Capotondi (2009)
- La kryptonite nella borsa, regia di Ivan Cotroneo (2011)
- Meglio se stai zitta, regia di Elena Bouryka (cortometraggio, 2013)
- L'amore non perdona, regia di Stefano Consiglio (2014)
- Senza fiato, regia di Raffaele e Fabio Verzillo (2015)
- Lo chiamavano Jeeg Robot, regia di Gabriele Mainetti (2015)
- Indivisibili, regia di Edoardo De Angelis (2016)
- Omicidio all'italiana, regia di Maccio Capatonda (2017)
- Gli sdraiati, regia di Francesca Archibugi (2017)
- Stato di ebbrezza, regia di Luca Biglione (2018)
- Se son rose, regia di Leonardo Pieraccioni (2018)
- Copperman, regia di Eros Puglielli (2019)
- Pop Black Posta, regia di Marco Pollini (2019)
- Ultras, regia di Francesco Lettieri (2020)
- 7 ore per farti innamorare, regia di Giampaolo Morelli (2020)
- Lasciami andare, regia di Stefano Mordini (2020)
- Il mio corpo vi seppellirà, regia di Giovanni La Parola (2021)
- Qui rido io, regia di Mario Martone (2021)
- Benvenuti in casa Esposito, regia di Gianluca Ansanelli (2021)
- Piano piano, regia di Nicola Prosatore (2023)
- Nata per te, regia di Fabio Mollo (2023)
- Il treno dei bambini, regia di Cristina Comencini (2024)
- Iddu - L'ultimo padrino,  regia di Fabio Grassadonia e Antonio Piazza (2024)
- Non sono quello che sono, regia di Edoardo Leo (2024)
- Io sono Rosa Ricci, regia di Lyda Patitucci (2025)

### Televisione
- La squadra 6, registi vari - serie TV (2005)
- Crimini - episodio 2 "Il covo di Teresa", regia di Stefano Sollima (2006)
- Donne sbagliate, regia di Monica Vullo (2007)
- Il segreto di Arianna, regia di Gianni Lepre (2007)
- Il commissario De Luca, episodio Carta bianca, regia di Antonio Frazzi (2008)
- Napoli milionaria!, regia di Franza Di Rosa - film TV (2011)
- Questi fantasmi, regia di Franza Di Rosa - film TV (2011)
- Sabato, domenica e lunedì, regia di Franza Di Rosa - film TV (2012)
- Il clan dei camorristi, regia di Alexis Sweet e Alessandro Angelini - serie TV (2013)
- Per amore del mio popolo, regia di Antonio Frazzi - miniserie TV (2014)
- L'ispettore Coliandro 6, regia dei Manetti Bros. - serie TV, episodio 3 "Il team" (2017)
- Sotto copertura - La cattura di Zagaria, regia di Giulio Manfredonia – serie TV, 5 episodi (2017)
- The Generi - serie TV, creata da Maccio Capatonda (2018)
- Il commissario Montalbano - serie TV, episodio 37 "Il metodo Catalanotti" (2021)
- Crazy for Football - Matti per il calcio, regia di Volfango De Biasi - film TV (2021)
- Corpo libero, regia di Cosima Spender e Valerio Bonelli - serie Paramount+ (2022)
- Tutto per mio figlio, regia di Umberto Marino - film TV (2022)
- Mare fuori (quarta, quinta e sesta stagione), regia di Ivan Silvestrini, Ludovico Di Martino, Francesca Amitrano e Beniamino Catena – serie TV (2024-in corso)
- Champagne - Peppino di Capri, regia di Cinzia TH Torrini – film TV (2025)

## Riconoscimenti
- Premio David di Donatello
  - 2016 – Migliore attrice non protagonista per Lo chiamavano Jeeg Robot
  - 2017 – Migliore attrice non protagonista per Indivisibili
- Ciak d'oro
  - 2016 – Candidatura a migliore attrice non protagonista per Lo chiamavano Jeeg Robot
  - 2017 – Candidatura a migliore attrice non protagonista per Indivisibili
  - 2021 – Candidatura a migliore attrice protagonista per Il mio corpo vi seppellirà
- Premio E.T.I. Gli Olimpici del Teatro
  - 2005 – Miglior attrice emergente per Sei personaggi in cerca d'autore
- Premio Ubu
  - 2013 – Miglior attrice non protagonista per La serata a Colono